# Río Paucartambo
Der Río Paucartambo ist der etwa 115 km lange linke Quellfluss des Río Perené in Zentral-Peru, in den Regionen Pasco und Junín.

## Flusslauf
Der Río Paucartambo hat seinen Ursprung in dem 4160 m hohen Bergsee Laguna Aguascocha in der peruanischen Zentralkordillere. Bei Flusskilometer 95 passiert er die Stadt Paucartambo. Bei Flusskilometer 82 liegt die Talsperre des Wasserkraftwerks Yuncán. 6 Kilometer flussabwärts mündet der Río Huachón von links in den Fluss. 3 Kilometer unterhalb der Einmündung des Río Huachón befindet sich ein Wehr am Río Paucartambo. Der Río Paucartambo fließt im Mittellauf in östlicher Richtung durch das Gebirge. Bei Flusskilometer 57 befindet sich das Wasserkraftwerk Yaupi am rechten Flussufer. Auf den letzten 30 Kilometern wendet sich der Fluss nach Südosten, später nach Süden. Der Río Paucartambo vereinigt sich schließlich mit dem Río Chanchamayo zum Río Perené.